# Động Sơn Ngũ Vị
Động Sơn ngũ vị (zh. 洞山五位, ja. tōzan (ryōkai) go-i), còn được gọi là Ngũ vị quân thần, là năm địa vị của giác ngộ, được Thiền sư Động Sơn Lương Giới và môn đệ là Tào Sơn Bản Tịch đề xướng.
Biểu thị Chính (正) ở đây có nghĩa là Thể, tính Không (空), Lý (理). Thiên (偏) chỉ cho Dụng (用), Sắc (色), Sự (事). Ngũ vị được nêu rõ như sau:
1. Chính trung Thiên (正中偏): có nghĩa là cái Dụng nằm trong Lý. Trong cấp nhận thức này, thế giới Hữu vi nắm phần trên nhưng được nhận diện là xuất phát từ Chân như, tính Không. Người tu mới nhận được dụng đủ nơi thể. Bài kệ tụng của Sư:
正中偏
三更初夜月明前
莫怪相逢不相識
隱隱猶懷舊日嫌
Chính trung thiên
Tam canh sơ dạ nguyệt minh tiền
Mạc quái tương phùng bất tương thức
Ẩn ẩn du hoài cựu nhật hiềm.
Chính trung thiên
Đêm tối canh ba trăng rọi hiên
Lạ chi cùng gặp chẳng cùng biết
Ẩn ẩn vẫn còn ôm hận phiền
2. Thiên trung Chính (偏中正): có nghĩa là Lý nằm trong Dụng. Trong vị này, sự bất phân nổi bật, thế giới hiện hữu ít được để ý đến. Người tu hành nhận được Lý đủ nơi Sự, nhận được Thể sẵn trong Dụng, liễu đạt được lý các pháp đều không, chỉ một Chân như bình đẳng. Bài tụng:
偏中正
失曉老婆逢古鏡
分明覿面別無真
休更迷頭猶認影．
Thiên trung chính
Thất hiểu lão bà phùng cổ cảnh
Phân minh địch diện biệt vô chân
Hưu cánh mê đầu do nhận ảnh.
Thiên trung chính
Mất sáng lão bà tìm cổ kính
Rõ ràng đối diện đâu riêng chân
Thôi chớ quên đầu theo nhận bóng.
3. Chính trung lai (正 中 來): nghĩa là từ trung tâm giữa Thiên và Chính đến. Các pháp hữu vi như Lý tuỳ duyên, như tính duyên khởi. Nơi đây cảm giác về thân, tâm đều được bỏ qua một bên, cả hai đều biến mất. Người tu nơi đây như Lý tu Sự, như tính khởi hành, tương đương với Bồ Tát từ sơ địa đến thất địa (Thập địa) tu hành còn dụng công. Bài tụng:
正中來
無中有路隔塵埃
但能不觸當今諱
也勝前朝斷舌才
Chính trung lai
Vô trung hữu lộ cách trần ai
Đản năng bất xúc đương kim huý
Dã thắng tiền triều đoạn thiệt tài.
Chính trung lai
Đường cái trong không cách trần ai
Chỉ hay chẳng chạm ngày nay kị
Đã thắng tiền triều cắt lưỡi tài.
4. Thiên trung chí (偏 中 至): bước vào giữa Thiên và Chính. Nơi đây người tu cảm nhận được sự độc nhất vô nhị của mỗi Pháp. Ngay cả tính Không cũng đã biến mất trong pháp này. Sử dụng toàn hợp nơi thể người tu trọn ngày tu mà lìa niệm tu, trọn đêm dụng mà chẳng thấy dụng công. Tương đương với hàng Bồ Tát từ bát địa đến thập địa. Tụng:
偏中至
兩刃交鋒不須避
好手猶如火裡蓮
宛然自有沖天志
Thiên trung chí
Lưỡng nhẫn giao phong bất tu tị
Hảo thủ du như hoả lý liên
Uyển nhiên tự hữu xung thiên chí.
Thiên trung chí
Hai kiếm đua nhau cần gì tránh
Tay khéo vẫn như lò lửa sen
Nguyên vẹn nơi mình xung thiên chí.
5. Kiêm trung đáo (兼中到): Đã đến đích, đến trung tâm của hai thái cực Thiên và Chính. Thể Dụng đồng đến, Sự và Lý cùng hành. Tức là vị quân thần hiệp (vua tôi hiệp). Đây là Phật quả tối thượng. Bài tụng:
兼中到
不落有無誰敢和
人人盡欲出常流
折合還歸炭裡坐．
Kiêm trung đáo
Bất lạc hữu vô thuỳ cảm hoà
Nhân nhân tận dục xuất thường lưu
Chiết hiệp hoàn quy khôi lý toạ.
Kiêm trung đáo
Chẳng rơi Không, có ai dám hoà
Người người trọn muốn vượt dòng thường
Tan hiệp trở về ngồi trong tro
Tào Sơn Bản Tịch Thiền sư giải: 
"Chính vị tức xưa nay Không giới, xưa nay không vật. Thiên vị là sắc giới có muôn hình tượng. Chính trung thiên: bỏ Lý theo Sự. Thiên trung chính: bỏ Sự về Lý. Kiêm trung đáo: thần ứng hợp các duyên, không rơi vào các cõi, chẳng phải nhiễm, tịnh, chính, thiên. Cho nên nói ‘Đại đạo hư huyền, chân tông vô trước.’ Các bậc tiên đức suy một vị này tối diệu tối huyền, phải biện minh cho thấu triệt. Quân là Chính vị, Thân là Thiên vị, Thần hướng Quân là Thiên trung Chính, Quân thị Thần là Chính trung Thiên, Quân Thần đạo hiệp là Kiêm trung đáo."
Tương truyền rằng, Động Sơn được thầy là Vân Nham Đàm Thạnh chân truyền thuyết Ngũ vị và truyền lại cho Tào Sơn, người đã phát triển và hoàn chỉnh công thức này. Ngũ vị được xem là công thức biện chứng tuyệt hảo nhất của Thiền tông Trung Quốc. Thiền sư Bạch Ẩn Huệ Hạc (ja. hakuin ekaku) bảo rằng "Ngũ vị là nguyên lý chính của Phật giáo và con đường tu tập tối trọng của Thiền tông."
Thuyết Ngũ vị của Thiền sư Động Sơn tương ưng với Tứ pháp giới của Hoa Nghiêm tông, được Pháp sư Thanh Lương Trừng Quán (737-838) đề xướng. 1. và 2. của Ngũ vị tương ưng với Sự pháp giới, 3. tương ưng với Lý pháp giới, 4. tương ưng với Lý sự vô ngại pháp giới và 5. tương ưng với Sự sự vô ngại pháp giới.
Ngũ vị của tông Tào Động sau cũng được tông Lâm Tế hấp thụ. Thiền sư Phần Dương Thiện Chiêu có lẽ là người đầu tiên sử dụng thuyết này và những bài kệ thuyết giảng của sư được ghi lại trong tập thứ hai của Phần Dương lục (3 tập), được Thiền sư Thạch Sương Sở Viên biên tập. Phần Dương lục cũng là tập Công án quan trọng đầu tiên của Thiền tông Trung Quốc.